# 스키가라 마사히로
스키가라 마사히로(일본어: 鋤柄 昌宏, 1966년 4월 2일 ~ )는 일본의 전 축구 선수이다.

## 구단 경력
1989년 일본 사커 리그의 요미우리(베르디 가와사키)에 입단했다. 1994년 우라와 레즈로 이적했다. 1995년부터 1997년까지 재팬 풋볼 리그의 후쿠시마 FC에서 뛰었다. 1997년후 현역 은퇴.

## 국가대표팀 경력
그는 1988년 AFC 아시안컵에 참가할 일본 국가대표 B팀에 발탁되었다.